# Candy (film, 2006)
A Candy című 2006-os film, mely Luke Davies Candy: A Novel of Love and Addiction című regénye alapján készült.
Candyt Abbie Cornish az ausztrál színésznő, szerelmét pedig a 2008-ban elhunyt Heath Ledger alakítja, Casper a kémia tanárt pedig Geoffrey Rush, aki már játszott Ledgerrel egy filmben A törvényen kívüliben.
A filmet teljes egészében Ausztráliában forgatták ausztrál színészekkel.

## Szereplők
| Szereplő       | Színész         | Magyar hang        |
| -------------- | --------------- | ------------------ |
| Candy          | Abbie Cornish   | Solecki Janka      |
| Dan            | Heath Ledger    | Stohl András       |
| Casper         | Geoffrey Rush   | Helyey László      |
| Schumann       | Tom Budge       | Markovics Tamás    |
| Tony Martin    | Jim Wyatt       | Cs. Németh Lajos   |
| Elaine Wyatt   | Noni Hazlehurst | Menszátor Magdolna |
| Janey          | Maddi Newling   | Pekár Adrienn      |
| Phillip Dudley | Paul Blackwell  | Katona Zoltán      |
| Roger Moylan   | Damon Herriman  | Pálmai Szabolcs    |